# Racine (Quebec)
Racine es un municipio canadiense situado en la provincia de Quebec.

## Superficie
Racine tiene una superficie de 105,63 km².

## Demografía
En 2021, tenía 1340 habitantes, una densidad poblacional de 12,7 hab./km², y 706 viviendas.